# Primus Traktorengesellschaft

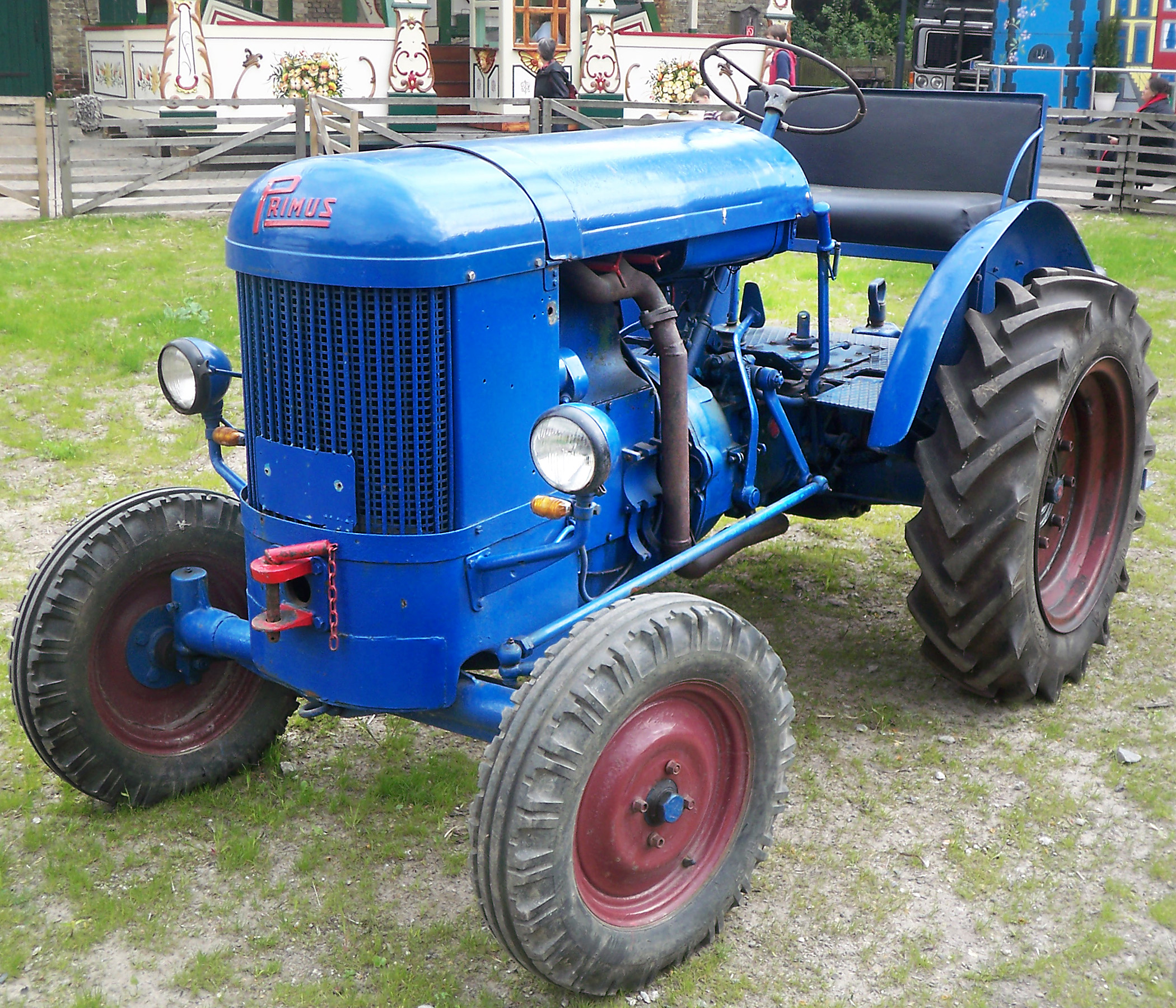
Primus P22

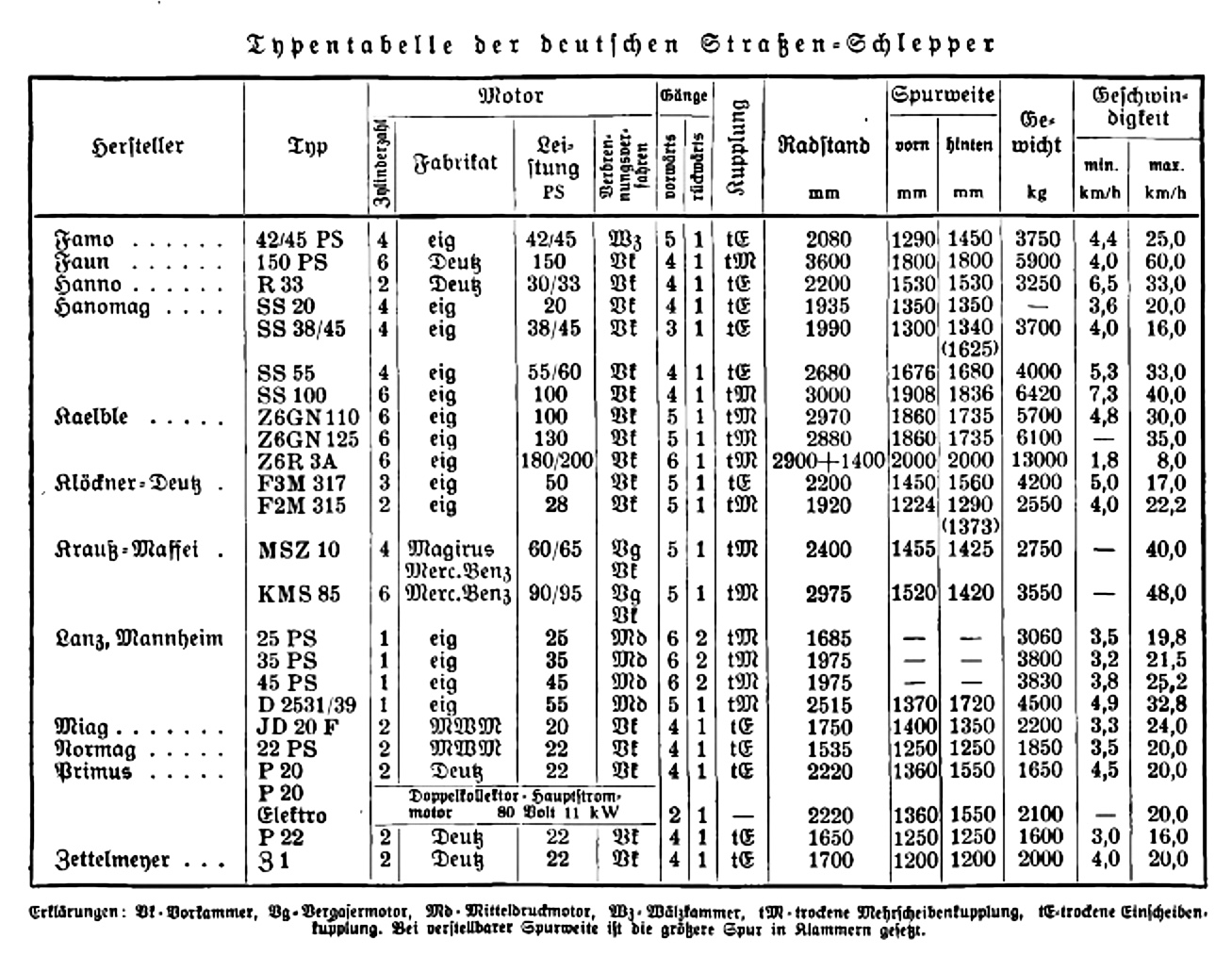
Technische Daten Primus P20 und P22

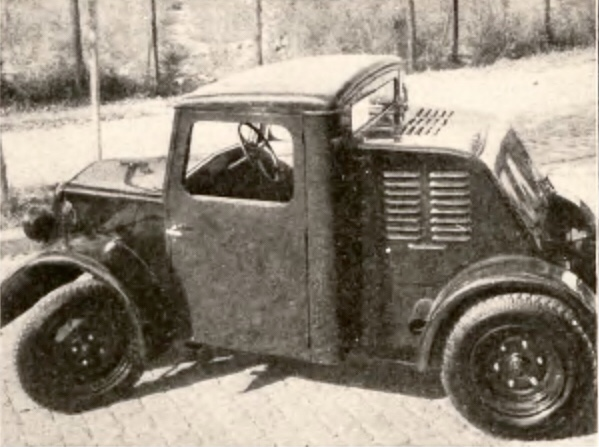
Primus P20, Der Primus P20 hatte einen besonders großen Radeinschlag, 22-PS-Motor von Deutz

Die Primus Traktorengesellschaft wurde 1932 von Johannes Köhler im Berliner Bezirk Lichtenberg gegründet. Anfänglich konzentrierte sich das eher handwerklich als industriell ausgerichtete Unternehmen auf die Entwicklung von Straßenschleppern mit 7 bis 22 PS starken Motoren der Firma Deutz. Zum Teil wurden auch Elektromotoren eingebaut. Nach Zusammenarbeit mit dem Traktorenhersteller Stock und dem Vertrieb des Deutz-Bauernschleppers brachte Köhler im Jahr 1938 mit dem Primus P22 seinen ersten eigenen Traktor auf den Markt. Dieser stellte auf Grund seiner Merkmale den Urtyp des Universaltraktors dar. Er besaß den Deutz-Dieselmotor F2M414 mit 22 PS. Die weitgehende Verkleidung und der typische Kühlergrill prägten das Design der Primus-Traktoren bis zur Liquidation des Unternehmens im Jahr 1967.